# 佐藤日向・小泉萌香のバトってダイナソー☆
『佐藤日向・小泉萌香のバトってダイナソー☆』（さとうひなた・こいずみもえかのバトってダイナソー）は、2020年7月27日から2024年3月18日まで音泉にて配信されていたインターネットラジオ番組。

## 概要
同じ事務所に所属する声優の佐藤日向と小泉萌香がパーソナリティを務めた番組。
番組名の由来は、ラジオ開始時の打ち合わせで、佐藤が「バトルするようなラジオをしたい!」、小泉が「恐竜が好き!」と発言したことから。
本編は配信開始時間から2週間無料公開されており、音泉PREMIUMサポーターに加入するとPREMIUM限定コーナーも視聴可能になる。また、PREMIUMサポーターはアーカイブも過去9回分が視聴可能になる。
2023年3月、第8回アニラジアワードにて「企画ラジオ賞」を受賞。
初回配信日である7月27日は、日本記念日協会で「もえぴな記念日」として制定されている。

## 配信時間
音泉にて隔週月曜日 13:00に配信

## パーソナリティ
- 佐藤日向
- 小泉萌香

## コーナー
佐藤日向のにおいソムリエ
テーマのにおいをリスナーが文章で表現し、その中から一番ピッタリだと思うものを佐藤が選ぶコーナー。
小泉萌香・答えの真相!?
自分自身でも何故そんなことを言ったのか忘れていることが多い小泉。その発言が出てきた真相をリスナーが考えるコーナー。
小泉萌香のインタビュークイズ
小泉の過去のインタビューから、リスナーが問題を出題するコーナー。
萌香にクエスチョン!
小泉に答えて欲しい質問へジャンジャン答えるコーナー。
なりきりバトルシアター・プリティ
テーマに沿ってどちらの方がかわいく演じられるかバトルするコーナー。
夜のバトってダイナソー☆
いろんな言葉に「夜の」とつけて、ちょっと大人な雰囲気を楽しむコーナー。
もえぴな相談室
リスナーの悩み相談を癒して、かっこよく解決するコーナー。
もえぴなPTA
2人への質問に、まんがに出てくるPTAの如く、怒りの抗議をするコーナー。
プリティに言ってみよう♡
様々なセリフをかわいく言うコーナー。
心のマッスル、きれてるよー!
リスナーが腹の立ったエピソードを送り、2人が「きれてるよー!」と怒るコーナー。
全日本うどん選手権
全国のうどん情報を紹介するコーナー。

## ゲスト
- 第21回 - 伊藤彩沙[7]
- 第22回 - 小山百代[8]
- 第23回 - 野村香菜子[9]
- 第25回 - 守屋亨香[10]
- 第30回 - 村上まなつ[11]
- 第37回 - 野島鉄平（ポニーキャニオン音楽プロデューサー）[12]
- 第46回 - 楠木ともり[13]
- 第63回 - 井上ほの花[14]
- 第66回 - 和泉風花[15][注 1]
- 第75回 - 種田梨沙[16]
- 第78回 - 楠木ともり[17][注 2]
- 第79回 - 稲垣好[18][注 2]

## イベント
『佐藤日向・小泉萌香のバトってダイナソー☆』トーク＆ライブイベント
開催日：2021年11月21日
会場：サイエンスホール
出演者：佐藤日向、小泉萌香
第1部ゲスト：前田佳織里、礒部花凜、野村香菜子
第2部ゲスト：守屋亨香、会沢紗弥、稗田寧々、村上奈津実
「ダイナマイ」トーク＆ライブイベント
開催日：2022年10月16日
会場：サイエンスホール
出演者：佐藤日向、小泉萌香、稗田寧々、鈴代紗弓
佐藤日向・小泉萌香・稗田寧々・鈴代紗弓のダイナマイ!トーク＆ライブイベントⅡ
開催日：2023年11月12日
会場：北とぴあ つつじホール
出演者：佐藤日向、小泉萌香、稗田寧々、鈴代紗弓
『佐藤日向・小泉萌香のバトってダイナソー☆』打ち上げ生配信～みんなで生ハムと焼うどんを食べます～
開催日：2024年3月26日
会場：オンライン配信
出演者：佐藤日向、小泉萌香

## コラボレーション

### カフェ
音泉×スイーツパラダイス コラボカフェ 第2弾
2023年10月2日から11月5日までスイーツパラダイスSoLaDo原宿店、四条河原町店で開催。参加番組のパーソナリティが考案したオリジナルメニューが期間限定で登場し、本番組からはコラボドリンク「初めては君のがいい」が提供された。

### 番組
佐藤日向・小泉萌香の“調査のご依頼、お待ちしてます!”
2022年4月1日にエイプリルフール企画として、同じ事務所に所属する富田美憂と前田佳織里の番組「富田美憂・前田佳織里の“調査のご依頼、お待ちしてます!”」とパーソナリティを入れ替えて配信された1日限定の番組。富田と前田は「富田美憂・前田佳織里のバトってダイナソー☆」を配信。
たねダイ音泉祭り2023ご褒美ロケin京都
音泉祭り2023夏 NEXT STAGEのクイズ企画『あなたの街にロケに行きます!全国地域テスト!』で優勝したご褒美番組。クイズで同じチームを組んだ種田梨沙と佐藤、小泉の3人で行った京都ロケの様子が、種田の番組「Salon de Tanedaへようこそ♪」で2023年11月27日から期間限定で配信された。その後、2024年3月4日から4日4日にも再配信された。

## 関連商品
| 発売日        | タイトル                              | 商品番号  |
| ------------- | ------------------------------------- | --------- |
| 2021年9月17日 | Onsen Theme song Collection album 1st | TBCM-1266 |

| 発売日        | タイトル                                                                  | 商品番号  |
| ------------- | ------------------------------------------------------------------------- | --------- |
| 2021年9月4日  | Blu-ray「コラマイ・さいすき「飛んじゃうロケ♪ in ぐんま」with ダンボール」 | TBXK-1249 |
| 2022年8月17日 | Blu-ray「佐藤日向・小泉萌香のバトってダイナソー☆ in福井」                 | TBXK-1303 |
| 2023年8月30日 | Blu-ray「コラマイ・もえぴな ～ダイナマイご褒美ロケ～in小浜島」            | TBXK-1343 |